# Avnbøl Station
Avnbøl Station er en tidligere station i landsbyen Avnbøl på Sønderborgbanen i Jylland. Den åbnede i forbindelse med banens åbning den 15. juni 1901 sammen med banens øvrige stationer.
Avnbøl Station blev nedrykket til status som trinbræt i 1966 og fra 1974 gjorde togene ikke længere holdt her.
Selve stationsbygningen blev solgt til private i 1971 og eksisterer stadig.
54°57′35.82″N 9°38′48.59″Ø / 54.9599500°N 9.6468306°Ø